# Tobias Potye
Tobias Potye (Múnich, 16 de marzo de 1995) es un deportista alemán que compite en atletismo. Ganó una medalla de plata en el Campeonato Europeo de Atletismo de 2022, en la prueba de salto de altura.

## Palmarés internacional
| Campeonato Europeo | Campeonato Europeo | Campeonato Europeo | Campeonato Europeo |
| Año                | Lugar              | Medalla            | Prueba             |
| ------------------ | ------------------ | ------------------ | ------------------ |
| 2022               | Múnich (Alemania)  | Medalla de plata   | Salto de altura    |